# گرندپس
گرندپس (به لاتین: Grandpass) یک منطقهٔ مسکونی در سری‌لانکا است که در ناحیه کلمبو واقع شده‌است.